# Pentacosmia cacioides
Pentacosmia cacioides är en skalbaggsart som först beskrevs av Stefan von Breuning 1938.  Pentacosmia cacioides ingår i släktet Pentacosmia och familjen långhorningar. Inga underarter finns listade i Catalogue of Life.